# Safeco Field
Safeco Field (originalment anomenat Safeco Field i de vegades conegut com a Safeco o La seguretat) és un estadi de beisbol de sostre retràctil situat a Seattle, Washington, Estats Units. L'estadi, propietat i operat per l'Autoritat de Washington-King County Stadium, és on disputa els seus partits com a local els Seattle Mariners de les Grans Lligues de Beisbol (MLB) i té una capacitat de 47.878 espectadors, capacitat que té l'estadi Safeco Field en esdeveniments de beisbol. Es troba al barri de Sodo, barri proper a la terminal Interestatal 90.
Durant la dècada de 1990, l'estadi anterior dels Mariners era el Kingdome, però l'estadi va ser objecte de dubte per l'MLB, i els propietaris de l'equip van amenaçar de traslladar l'equip. El setembre de 1995, els propietaris del Kingdome van votar a favor de construir un nou estadi de beisbol, ja que el finançament estava al seu favor. Poc després, els Mariners van guanyar la Lliga Americana (Sèrie Divisional) en la temporada de 1995 i l'equip va afirmar que no volia sortir de la ciutat i tenien desitjos de seguir jugant a Seattle. Com a resultat, l'Associació d'Activitats Interescolars de Washington va aprovar un mitjà alternatiu de finançament per a l'estadi amb diners públics. L'estadi seria construït just al sud del Kingdome, va ser seleccionat al setembre de 1996, i la construcció va començar al març de 1997. La construcció va durar fins al juliol de 1999, i l'estadi va acollir el seu primer partit el 15 de juliol de 1999.
A part dels Mariners, el Safeco Field també realitza esdeveniments interescolars i altres esports com el futbol americà i el futbol universitari. Els principals esdeveniments no-beisbol que s'han celebrat en el Safeco Field són el Seattle Bowl de l'any 2001 i WWE WrestleMania XIX, que va establir el rècord d'assistència del Safeco Field, de 54.097 afeccionats el 2003. També es realitzen esdeveniments per a les grans empreses, esdeveniments polítics, i uns altres, així com petits esdeveniments com noces.
Els drets del nom de l'estadi són propietat de Seattle Safeco Insurance. Safeco hauria pagat els 40 milions de dòlars per tenir el seu nom en aquest estadi durant 20 anys.

## Galeria d'imatges

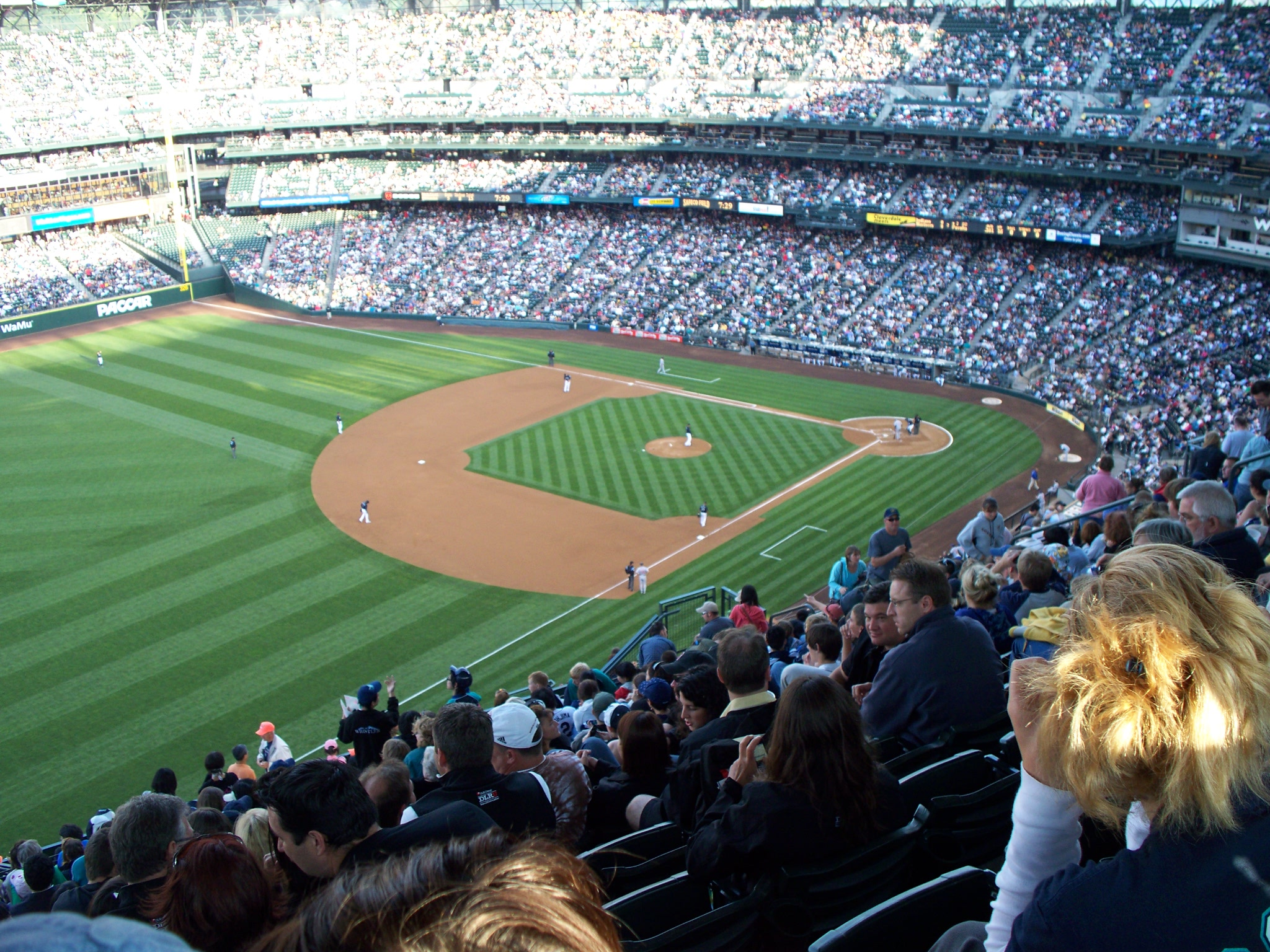
Vista del Safeco Field des de dalt de la graderia esquerra.
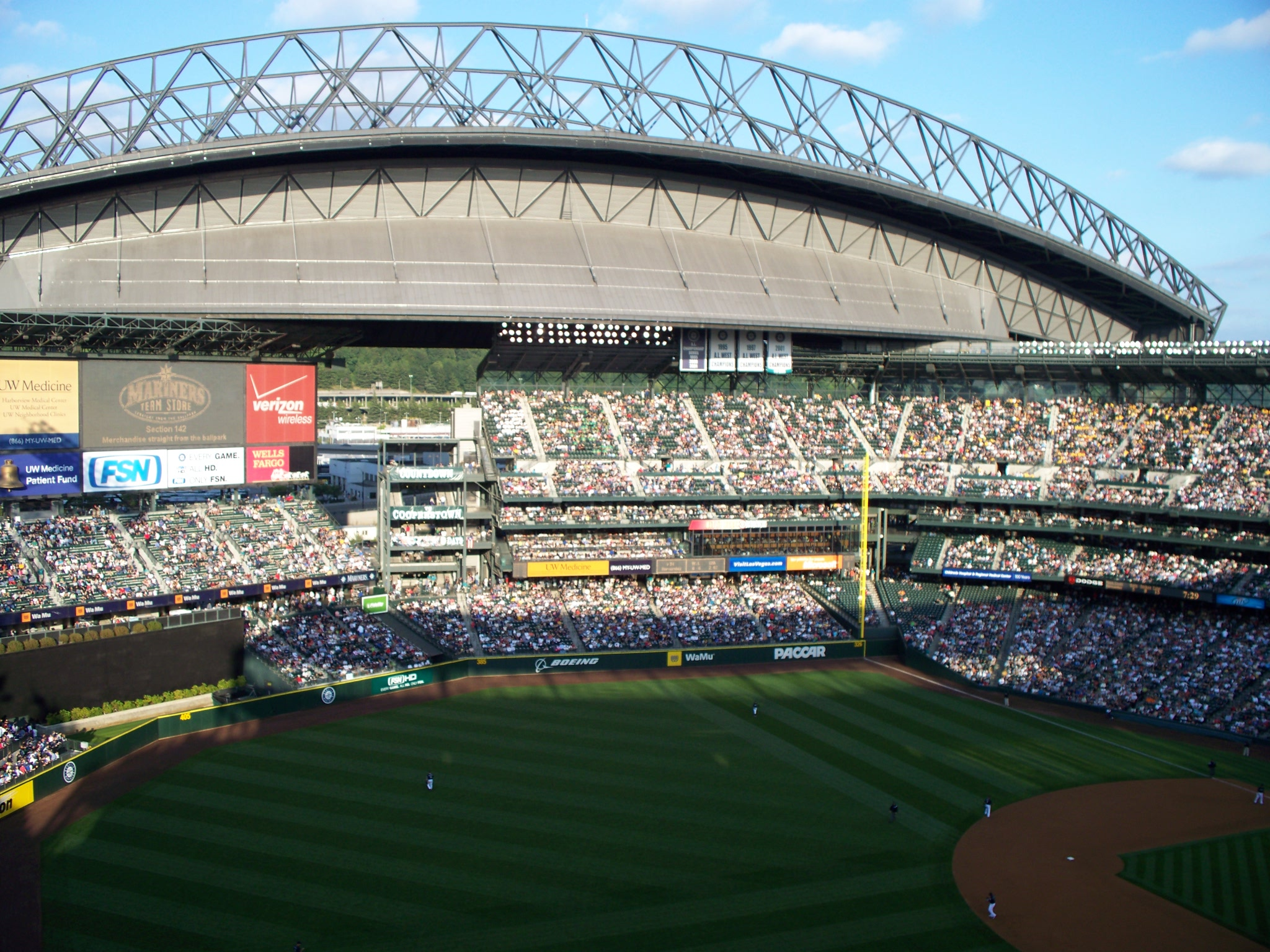
Vista del sostre retràctil cobert del Safeco Field.
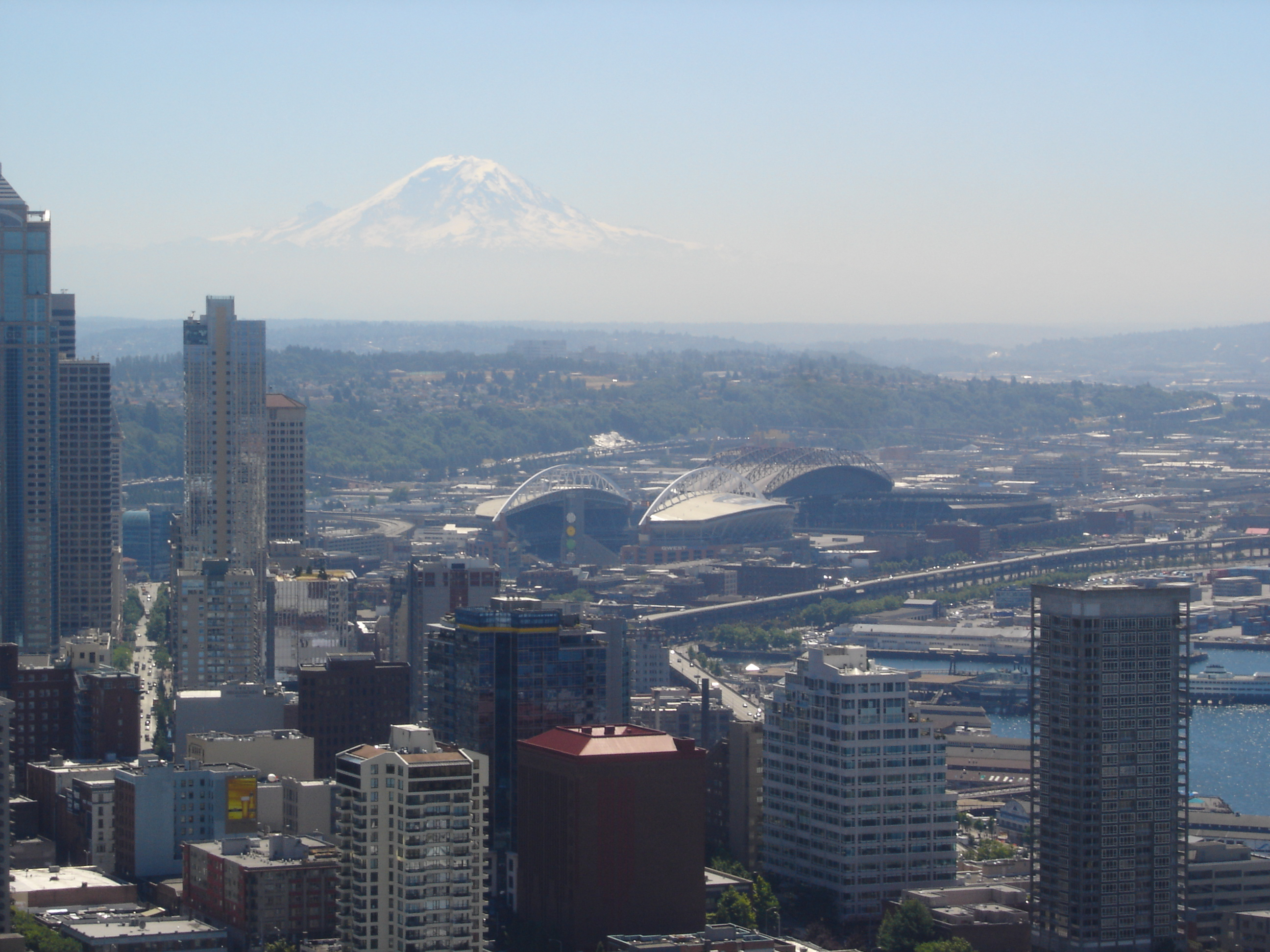
Una vista del camp del CenturyLink Field, el Safeco Field, i Mount Rainier des de dalt de la torre Space Needle.
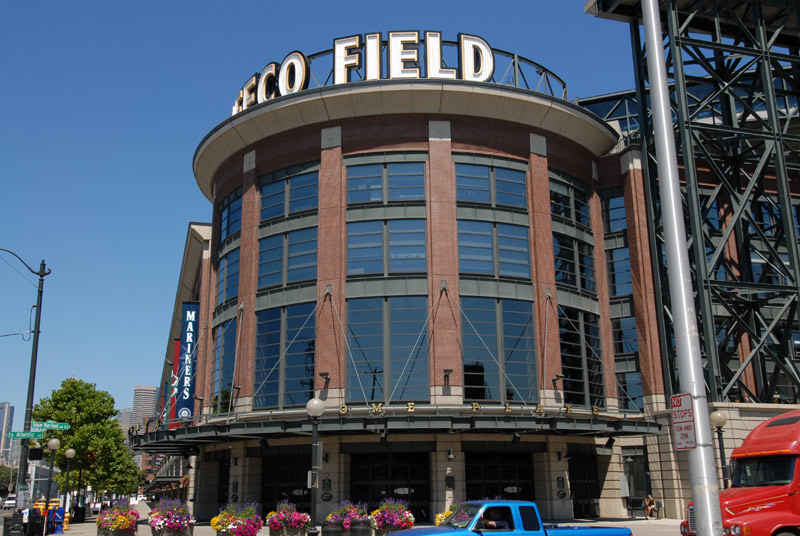
Entrada principal del Safeco Field.
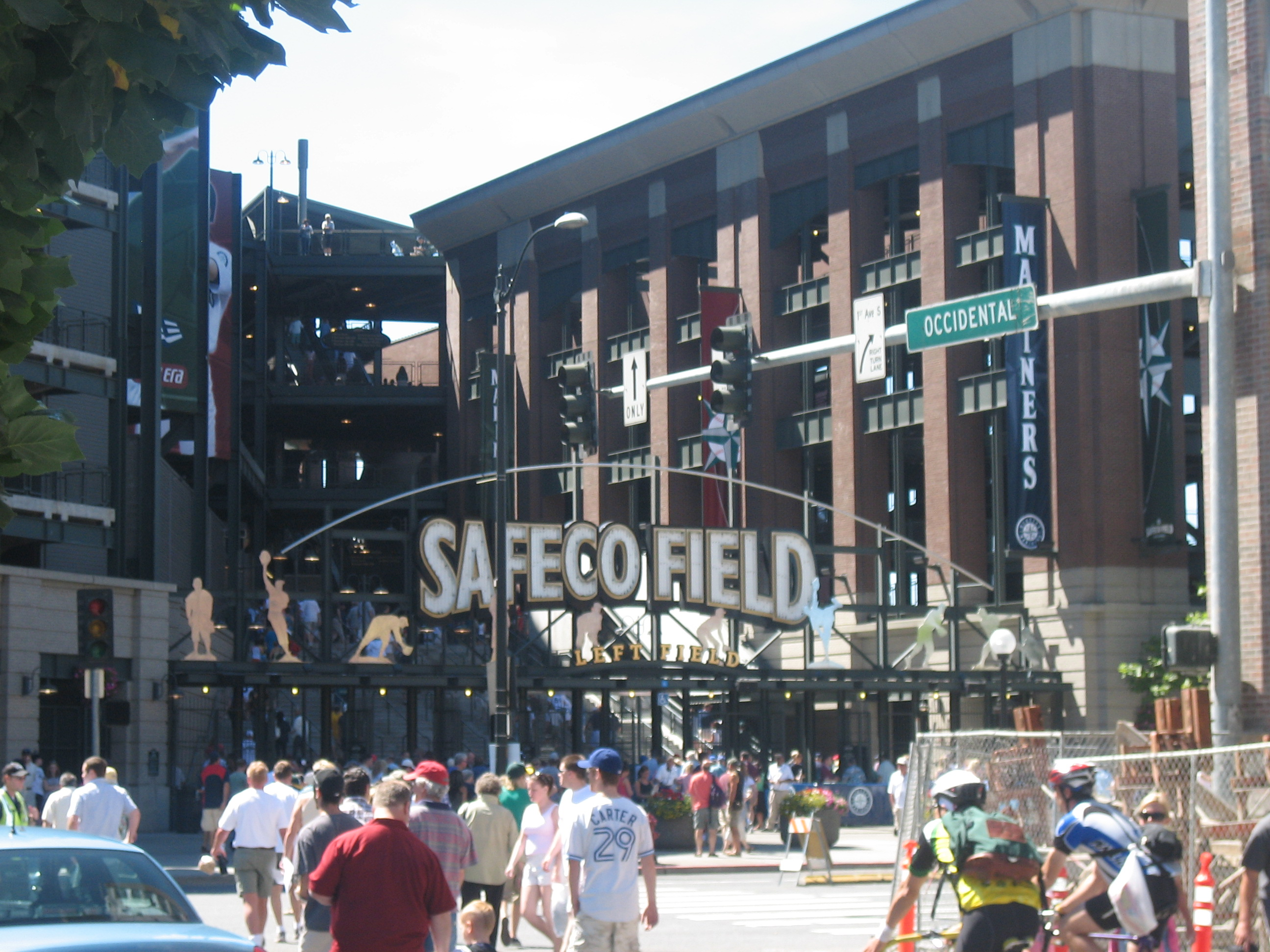
L'entrada a l'esquerra del camp.
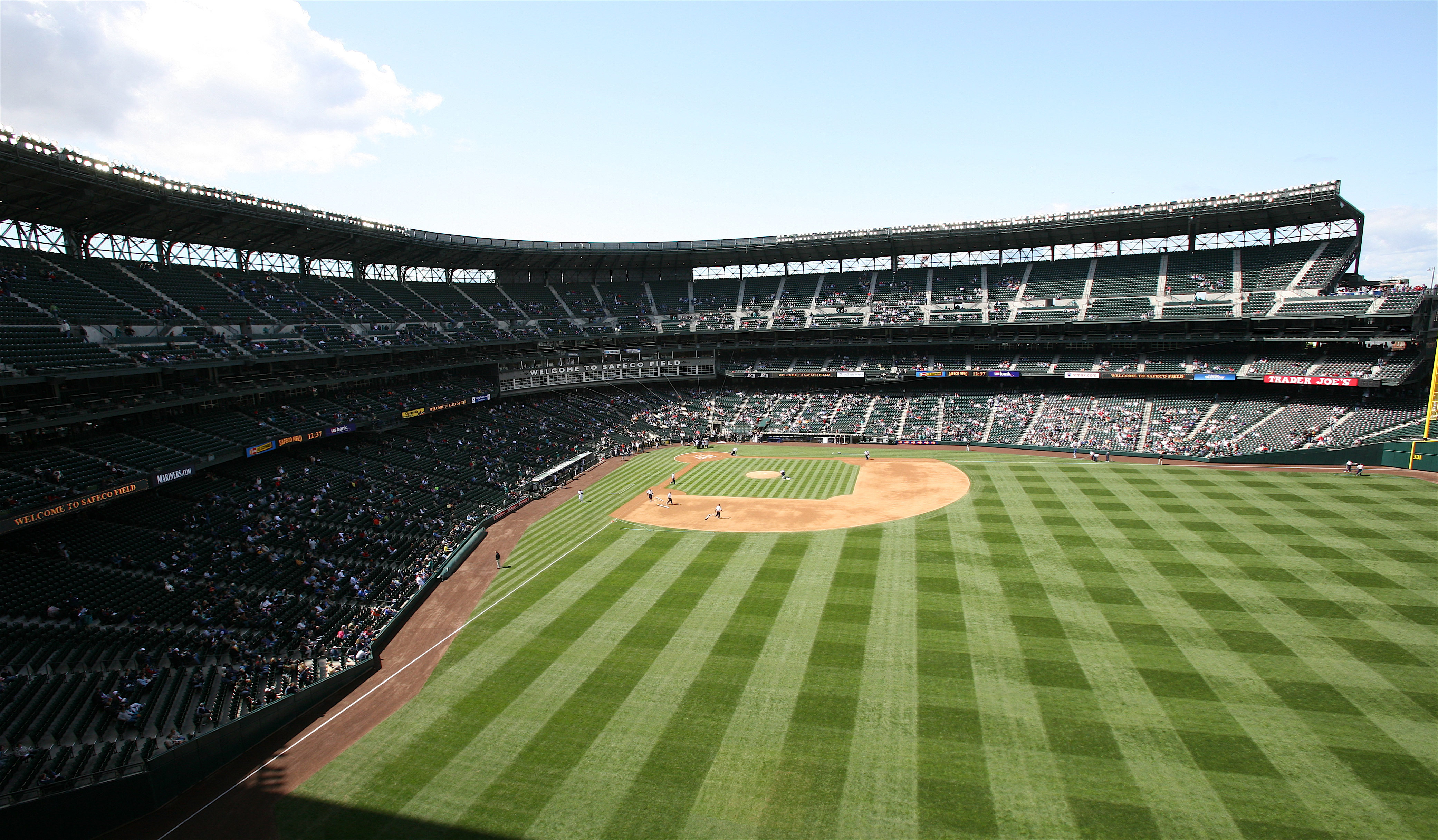
Vista de les graderies del sud.